# Kantaruré
I Kantaruré sono un gruppo etnico del Brasile che ha una popolazione stimata in circa 353 individui. Parlano la lingua portoghese (codice ISO 639: POR) e sono principalmente di fede animista.
Vivono a nord dello stato brasiliano di Bahia, nei pressi dei villaggi di Serra Grande e Batida, e nella riserva indigena di Kantaruré, omologata nel 2001.